# Mia Radotić
Mia Radotić (* 2. Dezember 1984 in der Gespanschaft Međimurje) ist eine kroatische Radrennfahrerin, die im Straßenradsport aktiv ist.

## Sportlicher Werdegang
Mia Radotić war in den 2010er Jahren die dominierende Radrennfahrerin in Kroatien. Im Verlauf ihrer Karriere gewann sie siebenmal die kroatischen Meisterschaften im Straßenrennen und belegte weitere siebenmal den zweiten Platz. Von 2012 bis 2023 wurde sie zwölfmal in Folge kroatische Meisterin im Einzelzeitfahren. Zudem gewann sie dreimal den Titel im Cyclocross. Ihre beste Einzelplatzierung bei internationalen Meisterschaften erreichte sie mit dem 18. Rang im Straßenrennen der Weltmeisterschaften 2016.
Von 2014 bis 2019 war Radotić Mitglied im UCI Women’s Team BTC City Ljubljana, mit dem sie an internationalen Rennen teilnahm. Ihre einzige Podiumsplatzierung blieb ein dritter Etappenrang bei der Tour of Zhoushan Island 2017. Wiederholt kam sie unter die Top 10, unter anderem als Etappenvierte bei der La Route de France und Fünfte der Tour of Guangxi 2017.
Nach der Fusion ihres Teams mit Alé Cipollini wurde Radotić nicht übernommen und wechselte 2020 zum Cogeas-Mettler Pro Cycling Team. Aufgrund der COVID-19-Pandemie bestritt sie jedoch kaum Rennen. Nach der Saison 2020 zog sie sich aus dem internationalen Radsport zurück, um nur noch an nationalen Rennen teilzunehmen.

## Erfolge
2011
- Kroatische Meisterin – Straßenrennen

2012
- Kroatische Meisterin – Straßenrennen und Einzelzeitfahren
- Kroatische Meisterin – Cyclocross

2013
- Kroatische Meisterin – Einzelzeitfahren

2014
- Kroatische Meisterin – Straßenrennen und Einzelzeitfahren
- Kroatische Meisterin – Cyclocross

2015
- Kroatische Meisterin – Straßenrennen und Einzelzeitfahren

2016
- Kroatische Meisterin – Straßenrennen und Einzelzeitfahren

2017
- Kroatische Meisterin – Straßenrennen und Einzelzeitfahren

2018
- Kroatische Meisterin – Straßenrennen und Einzelzeitfahren

2019
- Kroatische Meisterin – Einzelzeitfahren
- Kroatische Meisterin – Cyclocross

2020
- Kroatische Meisterin – Einzelzeitfahren

2021
- Kroatische Meisterin – Einzelzeitfahren

2022
- Kroatische Meisterin – Einzelzeitfahren

2023
- Kroatische Meisterin – Einzelzeitfahren